# European Champions Tournament
L'European Champions Tournament è stato un torneo a invito riservato ai club di calcio a 5 europei. Pur non essendo riconosciuto dalla UEFA, era considerato la massima competizione continentale fino all'istituzione della Coppa UEFA (2001).

## Storia
La prima edizione della manifestazione fu giocata nel 1985 a Viterbo, vi parteciparono quattro formazioni rappresentanti di Spagna, Italia, Belgio e Paesi Bassi. La manifestazione ebbe un numero di partecipanti e una formula spesso modificata fino al 1991; ultima edizione fino alle mancate organizzazioni nel 1992 e 1993. Successivamente alla ripresa del torneo, con il passare delle stagioni la manifestazione ha acquistato importanza e prestigio, giungendo alla formula stabile delle sei formazioni divise in due gironi. Pur non trattandosi di una competizione ufficiale, era considerata la "Coppa dei Campioni" della disciplina, tanto da convincere la UEFA a organizzare, a partire dal 2001 la Coppa UEFA.

## Albo d'oro
| Stagione | Sede                 | Vincitore           | Risultato     | Finalista     | Terzo posto    |               |
| -------- | -------------------- | ------------------- | ------------- | ------------- | -------------- | ------------- |
| 1985     | Viterbo              | Hoboken ZVC         | 4-3 d.t.s.    | Kras Boys     | Egasa Chaston  |               |
| 1986     | Roma                 | Drei Keuninge       | 7-5 d.t.s.    | Hasselt       | Roma           |               |
| 1987     | Maastricht           | Naestved IF         | 7-0           | Hasselt       | Ortana         |               |
| 1988     | Velenje              | Ford Genk           | Girone        | Kras Boys     | Keszthely      |               |
| 1989     | Debrecen             | Uspinjača           | 3-0           | MNK Kutina    | Debreceni MVSC |               |
| 1990     | Roma                 | Roma RCB            | 2-1           | La Garriga    | Hasselt        |               |
| 1991     | Madrid               | Interviú            | 7-0           | Freixieiro    | Seljak         |               |
| 1992     | non disputato        | non disputato       | non disputato | non disputato | non disputato  | non disputato |
| 1993     | non disputato        | non disputato       | non disputato | non disputato | non disputato  | non disputato |
| 1994     | Madrid               | Marsanz Torrejón    | 11-3          | Uspinjača     | Hasselt        |               |
| 1995     | Gran Canaria         | Dina Mosca          | 6-5           | Maspalomas    | Torrino        |               |
| 1996     | Roma                 | BNL Roma            | 5-4           | Sego Zaragoza | Dina Mosca     |               |
| 1997     | Mosca                | Dina Mosca          | 9-8 d.c.r.    | BNL Roma      | Interviú       |               |
| 1998     | Talavera de la Reina | CLM Talavera        | 8-7 d.c.r.    | Dina Mosca    | BNL Roma       |               |
| 1999     | Mosca                | Dina Mosca          | 2-1           | Lazio         | ElPozo Murcia  |               |
| 2000     | Segovia              | Segovia             | 4-1           | BNL Roma      | Dina Mosca     |               |
| 2001     | Castellón            | Playas de Castellón | 4-2           | Dina Mosca    | Genzano        |               |

## Vittorie per club
| Squadra | Titoli              | Anni             |
| ------- | ------------------- | ---------------- |
| 3       | Dina Mosca          | 1995, 1997, 1999 |
| 1       | Hoboken             | 1985             |
| 1       | Drei Keuninge       | 1986             |
| 1       | Naestved IF         | 1987             |
| 1       | Ford Genk           | 1988             |
| 1       | Uspinjača           | 1989             |
| 1       | Roma RCB            | 1990             |
| 1       | Interviú            | 1991             |
| 1       | Marsanz Torrejón    | 1994             |
| 1       | BNL Roma            | 1996             |
| 1       | CLM Talavera        | 1998             |
| 1       | Segovia             | 2000             |
| 1       | Playas de Castellón | 2001             |

## Vittorie per nazione
| Nazione     | Vincitore | Vittorie per club                                                             |
| ----------- | --------- | ----------------------------------------------------------------------------- |
| Spagna      | 5         | Inter (1), Marsanz Torrejon (1), CLM Talavera (1), Segovia (1), Castellón (1) |
| Russia      | 3         | Dina Mosca (3)                                                                |
| Italia      | 2         | Roma RCB (1), BNL Calcetto (1)                                                |
| Belgio      | 2         | Hoboken ZVC (1), ZVK Ford Genk (1)                                            |
| Croazia     | 1         | Uspinjača (1)                                                                 |
| Danimarca   | 1         | Naestved IF (1)                                                               |
| Paesi Bassi | 1         | Drei Keuninge (1)                                                             |